# Lehôtka pod Brehmi
Lehôtka pod Brehmi este o comună slovacă, aflată în districtul Žiar nad Hronom din regiunea Banská Bystrica. Localitatea se află la altitudinea de 251 m deasupra n.m., se întinde pe o suprafață de 4,69 km2 și în 2017 număra 420 de locuitori.

## Istoric
Localitatea Lehôtka pod Brehmi este atestată documentar din 1391.

## Demografie
| An:                | 1994 | 2004    | 2014    | 2024   |
| ------------------ | ---- | ------- | ------- | ------ |
| Număr de persoane: | 324  | 372     | 414     | 397    |
| Diferență:         |      | +14,81% | +11,29% | −4,10% |

| An:                | 2023 | 2024   |
| ------------------ | ---- | ------ |
| Număr de persoane: | 398  | 397    |
| Diferență:         |      | −0,25% |